# Gonzalo Trujillo
Gonzalo Trujillo, all'anagrafe Gonzalo Trujillo Hernández (Siviglia, 19 maggio 1979), è un attore spagnolo, noto per aver interpretato il ruolo di Mauro San Emeterio nella soap Una vita (Acacias 38) e per quello di Alberto Centeno Santos nella soap Il segreto (El secreto de Puente Viejo).

## Biografia
Gonzalo Trujillo è nato il 19 maggio 1979 a Siviglia, nella comunità dell'Andalusia (Spagna), e oltre alla recitazione si occupa anche di teatro.

## Carriera
Gonzalo Trujillo ha seguito vari corsi di recitazione con maestri come Vicente Fuentes, Jose María Sepúlveda, José Masegosa, Esperanza Abad, Concha Doñaque, Carmelo Gómez, Álvaro Haro, Gabriel Olivares, Carlota Ferrer e Claudio Tolcachir. Ha fatto parte di diverse compagnie teatrali universitarie, partecipando a produzioni come Como agua para chocolate. Ha completato il primo ciclo di architettura superiore e si è laureato in pubblicità e pubbliche relazioni. Ha diretto per tre anni la rivista culturale Voces de Minerva su Radio Círculo, la stazione del Círculo de Bellas Artes di Madrid, dove ha diretto diverse trasmissioni radiofoniche e spot pubblicitari. Ha studiato recitazione presso la sala Triángulo di Madrid, ha studiato anche canto e tecnica vocale con il soprano Margarita Marbán presso la scuola Carmen Roche ed ha completato la sua formazione di attore presso la scuola Estudio 3, diretta da Agustín Bellusci. Ha recitato in diversi cortometraggi, produzioni per bambini e nel musical Judas presso il teatro Nuevo Apolo.
Nel 2012 ha recitato nel cortometraggio Limonada diretto da Maja Prettner. Nel 2014 ha recitato nel film La isla minima diretto da Alberto Rodríguez Librero. L'anno successivo, nel 2015, ha ricoperto il ruolo di Frias nel film Ignazio di Loyola (Ignacio de Loyola) diretto da Paolo Dy e Cathy Azanza. Nello stesso anno ha recitato nella serie Mar de plástico. Nel 2016 ha preso parte al programma televisivo in onda su La 1 Telepasión española. Nel 2016, nel 2017 e nel 2019 è stato scelto per interpretare il ruolo di Mauro San Emeterio nella soap opera in onda su La 1 Una vita (Acacias 38), in cui ha recitato insieme ad attori come Alejandra Meco, Sara Miquel, Montserrat Alcoverro, Marc Parejo, Inés Aldea e Trisha Fernández.
Nel 2019 ha recitato nelle serie Brigada Costa del Sol e in La peste. Nello stesso anno ha recitato nei cortometraggi ATM diretto da David Huergo, in El Método Pigs diretto da Boris Kozlov e in Umbral diretto da Jelena Dragas. Nel 2020 ha ricoperto il ruolo di Alberto Centeno Santos nella soap opera di Antena 3 Il segreto (El secreto de Puente Viejo). Nel 2022 ha recitato nel cortometraggio Rubio o moreno diretto da David Huergo e nel film Si todas las puertas se cierran diretto da Antonio Cuadri.

## Filmografia

### Cinema
- La isla minima, regia di Alberto Rodríguez Librero (2014)
- Ignazio di Loyola (Ignacio de Loyola), regia di Paolo Dy e Cathy Azanza (2015)
- Si todas las puertas se cierran, regia di Antonio Cuadri (2022)

### Televisione
- Mar de plástico – serie TV (2015)
- Una vita (Acacias 38) – soap opera, 391 episodi (2016-2017, 2019)
- Brigada Costa del Sol – serie TV (2019)
- La peste – serie TV (2019)
- Il segreto (El secreto de Puente Viejo) – soap opera, 25 episodi (2020)

### Cortometraggi
- Limonada, regia di Maja Prettner (2012)
- ATM, regia di David Huergo (2019)
- El Método Pigs, regia di Boris Kozlov (2019)
- Umbral, regia di Jelena Dragas (2019)
- Rubio o moreno, regia di David Huergo (2022)

## Teatro
- Pocahontas, el musical, presso il teatro Maravillas di Madrid
- El libro de la selva, el musical, presso il teatro Maravillas di Madrid
- Judas, el musical, presso il teatro Nuevo Apolo di Madrid
- 24 horas en la vida de una mujer, diretto da Ignacio García, presso il teatro Infanta Isabel di Madrid, il teatro Lope de Vega di Siviglia e il teatro principale di Saragozza
- Fin de engaño, presso il teatro Luchana di Madrid

## Programmi televisivi
- Telepasión española (La 1, 2016)

## Doppiatori italiani
Nelle versioni in italiano dei suoi film e delle sue serie TV, Gonzalo Trujillo è stato doppiato da:
- Alessandro Rigotti[21] in Una vita[22]